# Грабань, Роман
Роман Грабань (чеш. Roman Hrabaň; род. 28 июня 1962, Либерец, Северочешский край) — чехословацкий легкоатлет, специалист по многоборьям. Выступал за сборную Чехословакии по лёгкой атлетике во второй половине 1980-х годов, победитель и призёр первенств национального значения, участник летних Олимпийских игр в Сеуле. Выступал также как разгоняющий в бобслее, стартовал на зимних Олимпийских играх в Альбервиле. Ныне — тренер.

## Биография
Роман Грабань родился 28 июня 1962 года в городе Либерец, Чехословакия.
Занимался лёгкой атлетикой в Праге, проходил подготовку в столичном спортивном клубе «Дукла Прага».
Впервые заявил о себе на международном уровне в сезоне 1985 года, когда вошёл в состав чехословацкой национальной сборной и выступил на крупном международном турнире Hypo-Meeting в Австрии, где с результатом в 7529 очков занял итоговое 15-е место.
В 1986 году одержал победу на чемпионате Чехословакии в десятиборье, вновь занял 15-е место на Hypo-Meeting.
Благодаря череде удачных выступлений удостоился права защищать честь страны на летних Олимпийских играх 1988 года в Сеуле — набрал в сумме всех дисциплин десятиборья 7781 очко и расположился в итоговом протоколе соревнований на 20-й строке.
После завершения карьеры в лёгкой атлетике проявил себя как разгоняющий в бобслее, в составе экипажа Иржи Джмуры стартовал на зимних Олимпийских играх 1992 года в Альбервиле — занял 25-е место в двойках и 21-е место в четвёрках.
Впоследствии работал тренером по физической подготовке, сотрудничал с несколькими известными бобслеистами, в том числе с Иво Данилевичем.